# ستيفن برستون
ستيفن برستون (11 أغسطس 1905 - 30 يونيو 1995) (بالإنجليزية: Stephen Preston)‏ هو لاعب كريكت بريطاني.

## وصلات خارجية
- ستيفن برستون على موقع إي آس بي آن كريك إنفو (الإنجليزية)